# Toyota Princess Cup
Toyota Princess Cup - profesjonalny turniej tenisowy, rozgrywany w stolicy Japonii, Tokio. Była to impreza drugiej kategorii, w której toczyła się rywalizacja kobiet i była ona zaliczana do cyklu WTA. Rozgrywany był w latach 1997–2002 na nawierzchni hard. Ostatnią triumfatorką turnieju została Serena Williams. Turniej był kontynuacją zawodów rozgrywanych w latach 1990 - 1996 pod nazwą Nichirei International Championships.

## Mecze finałowe

### Gra pojedyncza
| Rok                                                                         | Mistrzyni                  | Finalistka                 | Wynik                      |
| Toyota Princess Cup                                                         |                            |                            |                            |
| 2002                                                                        | Serena Williams            | Kim Clijsters              | 2:6, 6:3, 6:3              |
| 2001                                                                        | Jelena Dokić               | Arantxa Sánchez Vicario    | 6:4, 6:2                   |
| 2000                                                                        | Serena Williams            | Julie Halard-Decugis       | 7:5, 6:1                   |
| 1999                                                                        | Lindsay Davenport          | Monica Seles               | 7:5, 7:6(1)                |
| 1998                                                                        | Monica Seles               | Arantxa Sánchez Vicario    | 4:6, 6:3, 6:4              |
| 1997                                                                        | Monica Seles               | Arantxa Sánchez Vicario    | 6:1, 3:6, 7:6(5)           |
| Nichirei International Championships                                        |                            |                            |                            |
| 1996                                                                        | Monica Seles               | Arantxa Sánchez Vicario    | 6:1, 6:4                   |
| 1995                                                                        | Mary Pierce                | Arantxa Sánchez Vicario    | 6:3, 6:3                   |
| 1994                                                                        | Arantxa Sánchez Vicario    | Amy Frazier                | 6:1, 6:2                   |
| 1993                                                                        | Amanda Coetzer             | Kimiko Date                | 6:3, 6:2                   |
| 1992                                                                        | Monica Seles               | Gabriela Sabatini          | 6:2, 6:0                   |
| 1991                                                                        | Monica Seles               | Mary Joe Fernández         | 6:1, 6:1                   |
| 1990                                                                        | Mary Joe Fernández         | Amy Frazier                | 3:6, 6:2, 6:3              |
| 1986- 1989                                                                  | Turniej nie był rozgrywany | Turniej nie był rozgrywany | Turniej nie był rozgrywany |
| Lion's Cup                                                                  |                            |                            |                            |
| Turniej miał charakter tylko pokazowy (nie był zaliczany do głównego cyklu) |                            |                            |                            |
| 1985                                                                        | Chris Evert                | Manuela Maleewa            | 7:5, 6:0                   |
| 1984                                                                        | Manuela Maleewa            | Hana Mandlíková            | 6:1, 1:6, 6:4              |
| 1983                                                                        | Martina Navrátilová        | Chris Evert                | 6:2, 6:2                   |
| 1982                                                                        | Chris Evert                | Andrea Jaeger              | 6:3, 6:2                   |
| 1981                                                                        | Martina Navrátilová        | Chris Evert                | 6:3, 6:2                   |
| Emeron Cup                                                                  |                            |                            |                            |
| 1980                                                                        | Martina Navrátilová        | Tracy Austin               | 6:4, 6:3                   |
| 1979                                                                        | Tracy Austin               | Martina Navrátilová        | 6:2, 6:1                   |
| 1978                                                                        | Chris Evert                | Martina Navrátilová        | 7:5, 6:2                   |

### Gra podwójna
| Rok                                  | Mistrzynie                                   | Finalistki                                 | Wynik                      |
| Toyota Princess Cup                  |                                              |                                            |                            |
| 2002                                 | Arantxa Sánchez Vicario Swietłana Kuzniecowa | Petra Mandula Patricia Wartusch            | 6:2, 6:4                   |
| 2001                                 | Cara Black Liezel Huber                      | Kim Clijsters Ai Sugiyama                  | 6:1, 6:3                   |
| 2000                                 | Julie Halard-Decugis Ai Sugiyama             | Nana Miyagi Paola Suárez                   | 6:0, 6:2                   |
| 1999                                 | Conchita Martínez Patricia Tarabini          | Amanda Coetzer Jelena Dokić                | 6:7(5), 6:4, 6:2           |
| 1998                                 | Anna Kurnikowa Monica Seles                  | Mary Joe Fernández Arantxa Sánchez Vicario | 6:4, 6:4                   |
| 1997                                 | Monica Seles Ai Sugiyama                     | Julie Halard-Decugis Chanda Rubin          | 6:1, 6:0                   |
| Nichirei International Championships |                                              |                                            |                            |
| 1996                                 | Amanda Coetzer Mary Pierce                   | Park Sung-hee Wang Shi-ting                | 6:1, 7:6(5)                |
| 1995                                 | Lindsay Davenport Mary Joe Fernández         | Amanda Coetzer Linda Wild                  | 6:3, 6:2                   |
| 1994                                 | Julie Halard Arantxa Sánchez Vicario         | Amy Frazier Rika Hiraki                    | 6:1, 0:6, 6:1              |
| 1993                                 | Lisa Raymond Chanda Rubin                    | Amanda Coetzer Linda Wild                  | 6:4, 6:1                   |
| 1992                                 | Mary Joe Fernández Robin White               | Yayuk Basuki Nana Miyagi                   | 6:4, 6:4                   |
| 1991                                 | Mary Joe Fernández Pam Shriver               | Carrie Cunningham Laura Gildemeister       | 6:3, 6:3                   |
| 1990                                 | Mary Joe Fernández Robin White               | Gigi Fernández Martina Navrátilová         | 4:6, 6:3, 7:6(4)           |
| 1978- 1989                           | Turniej nie był rozgrywany                   | Turniej nie był rozgrywany                 | Turniej nie był rozgrywany |